# Mosquer groguenc
El mosquer groguenc (Empidonax flavescens) és un ocell de la família dels tirànids (Tyrannidae).

## Hàbitat i distribució
Habita la selva pluvial, localment a les muntanyes de Mèxic al sud-est de Veracruz, est de Chiapas, Guatemala, El Salvador, Hondures, nord de Nicaragua, Costa Rica i oest de Panamà.